# 2019年10月中国大陆

## 10月1日
- 首都北京举行庆祝中华人民共和国成立70周年大会，中共中央总书记兼中央军委主席习近平发表重要讲话及检阅部队。大会由国务院总理李克强主持，江泽民、胡锦涛等前任党和国家领导人也有出席[1]。

## 10月2日
- 受中国政府邀请，以观礼嘉宾身份参加庆祝中华人民共和国成立70周年大会的明星姚晨在新浪微博发文，表达爱国之情。此前，她批评中国政府暴政的恶之花事件再度引发关注。一批批评姚晨的帐号由此被封。新浪微博CEO王高飞认为姚晨已改变政治观点，她说过“错话”，如今已转变为做好本职工作，为国家做出贡献。网友重提恶之花事件，让姚晨没有政治安全感，是为国贼。网友这种“翻旧账”的行为亦是社交网络中的“癌症”[2]。

## 10月7日
- 中华人民共和国国务院公布第八批全国重点文物保护单位，共762处，另有50处与现有全国重点文物保护单位合并的项目[3]。

## 10月10日
- 傍晚6时10分，位於江蘇無錫的312国道北环路路口上跨桥路段桥面忽然倒塌，有车辆被砸中困于桥下[4]，事發後有專業人士估計大橋係車輛超載導致坍塌[5]。

## 10月12日
- 京杭大运河无锡段发生船只相撞，造成一艘货船沉没，无人员伤亡。[6]

## 10月13日
- 上午11时左右，无锡市锡山区一小吃店发生燃气爆炸，造成9人死亡，10人受伤。[7]

## 10月16日
- 广西壮族自治区援建的柬埔寨国家地质实验室落成并向柬埔寨移交。项目投资额为1,605万元人民币，建筑面积超过3000平方米。[8]

## 10月17日
- 10月17至18日，中央外事工作委员会办公室主任杨洁篪率团在巴西利亚出席第九次金砖国家安全事务高级代表会议，为11月金砖国家领导人会晤进行政治准备[9]。

## 10月18日
- 2019年世界军人运动会开幕式在中国湖北省武汉市举行，中共中央总书记、国家主席、中央军委主席习近平宣布开幕[10]。本届运动会共计109个国家、9308名军人报名参加，竞赛项目分27个大项、329个小项[11]。
- 《朝日新聞》[12]等多家[13][14]日本媒體報導，在北海道大學擔任教授的一名40多歲[15]日本男性，9月上旬訪問北京時，遭到中國政府[16]當局逮捕。

## 10月19日
- 2019年世界VR（虛擬實境）產業大會開幕在中國江西南昌。
- 北京市昌平区崔村镇香堂村约一千名业主围堵崔村镇政府。此前，镇政府发文称三万余平方米的建筑属于违章建筑。业主们主张，当年签订的协议有区、乡、村三级政府和国土局盖章，政府举出的《北京市城乡规划条例》等法律文件出台时间在买房之后，并不能约束此事。[17]

## 10月21日
- 上海市政府下属机构在此前8月做出的电视剧《亲爱的，热爱的》地图事件的处罚结果爆光，成为当晚新浪微博热搜第一名。

## 10月28日
- 中国共产党第十九届中央委员会第四次全体会议于是日至31日在北京举行，全会听取和讨论中共中央总书记习近平代表中共中央政治局向中央委员会作的工作报告，审议通过了《中共中央关于坚持和完善中国特色社会主义制度、推进国家治理体系和治理能力现代化若干重大问题的决定》。全会递补中央委员会候补委员马正武、马伟明为中央委员会委员，追认中央政治局先前作出的给予刘士余留党察看二年的处分。[18]
- 广西壮族自治区南丹县庆达惜缘矿业投资有限公司所属矿山发生冒顶事故。[19]

## 10月29日
- 第二届世界顶尖科学家论坛在上海自由贸易试验区临港新片区滴水湖畔召开。参会的有41位诺贝尔奖得主、百位中国和外国院士和青年科学家。3名2019年诺贝尔奖得主在会上发表主旨演讲。诺贝尔奖得主、世界顶尖科学家协会（World Laureates Association Forum）主席罗杰·科恩伯格同中共上海市委书记李强共同为世界顶尖科学家协会上海中心揭牌。[20]
- 广州市人民代表大会常务委员会表决通过《广州市母乳喂养促进条例》。这是中国首部关于母乳喂养的地方性法规。按照《广州市地方性法规制定办法》，这一条例在15日内上报广东省人民代表大会常务委员会批准后可以实施。[21]

## 10月31日
- 北京2022年冬奥会首个新建场馆首钢滑雪大跳台建设完成。[22]
- 5G商用正式启动，中国三大运营商中国移动、中国电信、中国联通发布5G套餐。[23]
- 媒体报道李心草死亡案调查进展：昆明市公安局盘龙分局已于14日对罗秉乾等人过失致人死亡案立案侦查，昆明市公安局于22日就罗秉乾强制猥亵、侮辱案立案侦查[24]；根据昆明市公安局盘龙分局提供的鉴定意见书，司法鉴定认为李心草为溺死[25]。
- 中国篮球协会决定聘请杜锋担任中国国家男子篮球队主教练[26]。